# Горевой Кельтом
Горевой Кельтом — река в России, протекает по Большемуртинскому району Красноярского края. Устье реки находится в 12 км по левому берегу реки Кельтом. Длина реки составляет 31 км. Правый приток — река Захаровка.

## Данные водного реестра
По данным государственного водного реестра России относится к Верхнеобскому бассейновому округу, водохозяйственный участок реки — Кеть, речной подбассейн реки — бассейн притоков (Верхней) Оби от Чулыма до Кети. Речной бассейн реки — (Верхняя) Обь до впадения Иртыша.